# Pic d'Ourdissétou
Le pic d'Ourdissétou (en espagnol Pico de Urdiceto o de las Tres Huegas) est un sommet des Pyrénées, situé sur la frontière franco-espagnole entre les Hautes-Pyrénées, en région Occitanie, et la province de Huesca dans la communauté d'Aragon, qui culmine à 2 604 ou 2 596 mètres d'altitude dans le massif de Suelza.

## Géographie
Il est situé entre le département des Hautes-Pyrénées en vallée d'Aure entre la vallée du Rioumajou sur la commune de Saint-Lary-Soulan et la vallée de Chistau en Espagne.

### Topographie
Il est situé à l'est du port d'Ourdissétou et à l'ouest du port de Plan. Il surplombe l'Ibón d'Ordiceto (an) au sud-ouest.

### Hydrographie
Le sommet délimite la ligne de partage des eaux entre le bassin de la Garonne côté nord, qui se déverse dans l'Atlantique, et le bassin de l'Èbre, qui coule vers la Méditerranée côté sud.

## Voies d'accès
Côté français on peut y accéder par la vallée du Rioumajou au départ de l'hospice du Rioumajou en direction du port d'Ourdissétou et côté espagnol par la vallée de Chistau ou via le GR 11 depuis la vallée de Bielsa à l'ouest.

## Protection environnementale
Le pic fait partie d'une zone naturelle protégée, classée ZNIEFF de type 1 : haute vallée d'Aure en rive droite, de Barroude au col d'Azet.